# Jean Finot
Jean Finot (wł. Jan Jakub Finkelhaus) (ur. 8 maja 1858 w Warszawie lub 26 maja 1856 w Pińczowie, zm. 25 kwietnia 1922 w Paryżu, Francja) – polski i francuski podróżnik, dziennikarz, działacz społeczny.

## Życiorys
Pochodził z rodziny polskich Żydów, prawdopodobnie studiował na Uniwersytecie Warszawskim, a następnie postanowił podróżować po Europie. Na stałe zamieszkał w Paryżu, gdzie został dziennikarzem, powierzono mu stanowisko redaktora naczelnego Revue des revues. Już wówczas na łamach tego czasopisma ogłosił swoje radykalne poglądy sprzeciwiające się rasizmowi. Potwierdził je w wydanej w 1905 książce  Le Préjugé des races (Stronniczość ras), w której oparł swoje poglądy o lamarkizm, głoszący że nie istnieje w ujęciu historycznym pojęcie czystości ras, które wielokrotnie krzyżowały się ze sobą. Książka ta została w 1906 przetłumaczona na język angielski i wywołała naukową dyskusję dotyczącą rasizmu oraz teorii czystości ras ludzkich. W efekcie tych działań w 1911 odbył się w Londynie kongres naukowy skupiający antropologów. W późniejszym czasie Jean Finot stał się propagatorem walki z alkoholizmem, opublikował broszury potępiające produkcję i sprzedaż alkoholu oraz dość radykalnie głoszące potępienie uzależnienia od produktów alkoholowych.
W uznaniu zasług dla jego działań na rzecz jedności ras przyznano mu w 1896 tytuł kawalera, a w 1906 oficera Legii Honorowej. 
Akademia Nauk Społecznych i Politycznych przyznaje co dwa lata nagrodę imienia Jeana Finota.

## Publikacje

### Po polsku
- Bohater wieku: Szkic z życia społeczno-politycznego Anglii;
- Nauka szczęścia;
- Obrazki z życia północno-wschodniej Afryki;
- Z podróży po Norwegji;

### Po francusku
- Français et Anglais devant l'anarchie européenne /1904/;
- La Philosophie de la longévité /1906/;
- Le Préjugé des races /1906/;
- La Science du bonheur /1909/;
- L'Union sacrée contre l'alcoolisme /1910/;
- La Charte de la femme… suivie d'une enquête sur le vote politique des femmes en France /1910/;
- L'Agonie et la Mort des races /1911/;
- Préjugé et Problème des sexes /1912/;
- Progrès et Bonheur /1914/;
- Civilisés contre Allemands (la grande croisade) /1915/;
- Le Roi-alcol /1915/;
- Saints, initiés et possédés modernes /1918/;
- L'Agonie et la Naissance d'un monde /1918/;
- Prolongeons la vie ! /1920/;
- L'Atelier des gens heureux /1922/;
- Sa Majesté l'Alcool /1922/.